# 乔治·瓦伦丁·纳什
乔治·瓦伦丁·纳什（George Valentine Nash，1864年5月6日—1921年7月15日）为美国植物学家。纽约植物园首席园艺家。